# 15 Jahre Deutschrock & SKAndale
15 Jahre Deutschrock & SKAndale a német Frei.Wild tizenegyedik „stúdióalbuma”, a zenekar első ska albuma, mely a Rookies & Kings kiadásában jelent meg.

## Az albumról
A zenekar 2016-ban ünnepelte fennállásának 15. évfordulóját, melynek alkalmából készült 10 új dallal a lemez. Az albumhoz készített első dal és videóklip a 15 Jahre (Der Song, das Video, das Jubiläum). Az évforduló fő eseménye 2016. július 30-án volt Berlinben, ahol a Wuhlheide adott otthont egy nagyszabású koncertnek. Egy nappal korábban jelent meg az album.

## Zenei stílus
Az albummal a zenekar egy régi álmát valósította meg és készítette el első ska stílusú lemezét, melynek címadó dala, a 15 Jahre, country stílusban is felkerült a lemezre. A lemez technikai értelemben stúdióalbum, azonban szándékosan eltérő a zenei hangzása a hagyományos Frei.Wild rockalbumoktól. Nagylemez, mintegy ajándékként, melynek apropója a zenekar fennállásának 15 éves jubileuma és célja ennek megünneplése a zenekar által általában játszott stílustól eltérő, érdekes formában.

## Albumborító
A fekete-fehér albumborító helyenként arany színárnyalatokat tartalmaz. Középen egy kalapot viselő koponya látható szájában cigarettával. A koponya körül babérkoszorú, melynek szára egy szögesdrót. A koponya alatt az album címe olvasható két sorban. A jobb felső sarokban a zenekar logója látható.

## Számlista
Az összes szám szerzője Philipp Burger és a Frei.Wild zenekar. 
| #   | Cím                                                                        | Hossz |
| --- | -------------------------------------------------------------------------- | ----- |
| 1.  | Melodien der Zeit - Preludio                                               | 4:39  |
| 2.  | Yeah, Yeah, Yeah (darf ich bitten Lady?)                                   | 3:43  |
| 3.  | Im Zweifel nicht für dich                                                  | 3:35  |
| 4.  | Hart am Wind                                                               | 3:27  |
| 5.  | Willig, sexy und perfekt                                                   | 3:56  |
| 6.  | 15 Jahre mit euch, 15 Jahre zusammen, 15 Jahre Frei.Wild                   | 4:26  |
| 7.  | Mein Lachen, Dein Leiden                                                   | 3:52  |
| 8.  | The world goes down                                                        | 4:14  |
| 9.  | Bin kein Held, aber Mensch bin ich                                         | 3:49  |
| 10. | Wir sind viele                                                             | 3:37  |
| 11. | 15 Jahre mit euch, 15 Jahre zusammen, 15 Jahre Frei.Wild (Country Version) | 3:39  |

## Kislemezek
1. 15 Jahre. Der Song, das Video, das Jubiläum (2016. február 5.)[7]

## Videóklip
- 15 Jahre[7][8]
- Yeah Yeah Yeah (Darf ich bitten Lady?)

## Közreműködők
- Philipp "Fips" Burger (ének, gitár)
- Christian "Föhre" Fohrer (dobok)
- Jochen "Zegga" Gargitter (basszusgitár)
- Jonas "Joy" Notdurfter (gitár)